# 维什 (包尔绍德-奥包乌伊-曾普伦州)
维什（匈牙利語：Viss）是匈牙利包尔绍德-奥包乌伊-曾普伦州所辖的一个村。总面积13.92平方公里，总人口672，人口密度48.3人/平方公里（2011年1月1日）。